# Driesch (Hennef)
Driesch ist ein Ortsteil von Bödingen in der Stadt Hennef (Sieg).

## Lage
Der ehemals eigenständige Wohnplatz liegt im Norden von Bödingen, unmittelbar am Aufgang der Nutscheidstraße.

## Geschichte
Die Siedlung Driesch entstand vermutlich vom 12./13. Jahrhundert an. Der Ortsname stammt wohl von „Dreesch“ ab, wie man Brachland oder wirtschaftlich schlecht nutzbare Flächen nannte. Diese Bezeichnung findet sich auch in alten Karten wieder. Die ersten Siedler machten sich die wirtschaftlichen Möglichkeiten der Nutscheidstraße zu Nutze.